# Макарьино (Ивановская область)
 Макарьино — деревня в Ильинском районе Ивановской области. Входит в состав Аньковского сельского поселения.

## География
Находится в западной части Ивановской области на расстоянии приблизительно 10 км на юго-восток по прямой от районного центра села Ильинское-Хованское.

## История
В 1859 году здесь (тогда деревня в составе Юрьевского уезда Владимирской губернии) было учтено 30 дворов.

## Население
Постоянное население составляло 233 человека (1859 год), 37 в 2002 году (русские 86 %), 38 в 2010.